# Argyrophis fuscus
Argyrophis fuscus — вид змій родини сліпунів (Typhlopidae). Ендемік Індонезії.

## Поширення і екологія
Argyrophis fuscus відомі за типовим зразком, зібраним на Яві.